# Tylecodon atropurpureus
Tylecodon atropurpureus ist eine Pflanzenart der Gattung Tylecodon in der Familie der Dickblattgewächse (Crassulaceae).

## Beschreibung
Tylecodon atropurpureus wächst aus einem länglichen, unterirdischen Caudex, welcher Maße von 15 × 5 cm erreicht, als wenig verzweigte sukkulente Pflanze. Die knolligen Wurzeln besitzen eine sich abschälende graue Rinde. Die zwei bis sechs Triebe sind 0,5 bis 1 cm lang, bis 0,7 cm im Durchmesser und haben kurze, gestutzte Phyllopodien. Die gedrängt stehenden, flachen Blätter sind wenig drüsig behaart. Die eiförmige bis spatelige Blattspreite ist 8 cm lang und 6 cm breit. Sie ist an der Basis keilförmig und zur Spitze hin zugespitzt oder stumpf ausgebildet. 
Die Blütenstände bilden 15 bis 37 cm lange, aufrechte Thyrsen mit 2 bis 4 Monochasien, die wiederum in 8 bis 20 aufrechten und ausgebreiteten Einzelblüten enden. Der Stiel des Blütenstandes ist drüsig behaart und bis 28 cm lang. Der Blütenstiel ist 10 bis 16 mm lang. Der Blütenkelch ist bis 4,5 mm lang und trägt linealische, bis 3 mm lange Zipfel. Die röhrige Blütenkrone ist 12 bis 14 mm lang und 5 mm breit. Sie ist blassgrün gefärbt und drüsig bis flaumig behaart. Die ausgebreiteten und später plötzlich zurückgebogenen Zipfel sind bis 3 mm lang und auf der Oberseite dunkel schwarz-purpurn gefärbt.

## Systematik und Verbreitung
Tylecodon atropurpureus ist in der südafrikanischen Provinz Nordkap im Namaqualand verbreitet. Die Erstbeschreibung erfolgte 1989 durch Peter Vincent Bruyns.